# Gravity Falls
Gravity Falls (conocida en Hispanoamérica como Gravity Falls: un verano de misterios) es una serie de televisión animada estadounidense de comedia y misterio, creada por Alex Hirsch y producida por Disney Television Animation para Disney Channel y Disney XD. Sigue las aventuras de Dipper Pines (Jason Ritter) y su hermana gemela Mabel (Kristen Schaal), que son enviados a pasar el verano con su tío abuelo Stan (Hirsch) en Gravity Falls (Oregón), un misterioso pueblo lleno de incidentes paranormales y criaturas sobrenaturales. Los niños ayudan a Stan a llevar la Cabaña del Misterio, la trampa turística que posee, mientras también investiga los misterios locales.
Se estrenó el 15 de junio de 2012 y duró hasta el 15 de febrero de 2016. El 20 de noviembre de 2015, Hirsch anunció que concluiría con su segunda temporada, al afirmar que era «100 % [su] elección» y que «el programa no se cancela, sino que se termina» y estaba llegando a su conclusión prevista. Finalizó el 15 de febrero de 2016 con un especial de una hora, «Weirdmageddon 3: Take Back the Falls». Hirsch declaró posteriormente que sigue abierto a continuarla con episodios adicionales o especiales, con la historia continuada en forma escrita con la réplica Journal 3 (2016), la novela gráfica Gravity Falls: Lost Legends (2018) y el libro centrado en el público adulto The Book of Bill (2024).
Los críticos elogiaron a Gravity Falls por su escritura, personajes, actuaciones de voz, animación, humor y atractivo multigeneracional. Además, ganó dos premios Emmy, tres Annie y un BAFTA infantil, entre otros galardones y nominaciones. Registró un alto nivel de televidentes de diferentes edades —niños, adolescentes y adultos jóvenes— y fue la serie de mayor audiencia de Disney XD durante 2015 y principios de 2016, estableció varios récords de audiencia para el canal. También ha generado una amplia y apasionada comunidad de seguidores, ha sido una influencia para muchos programas animados y ha originado una gran variedad de mercancías oficiales.

## Premisa

### Historia
Los gemelos de doce años Dipper y Mabel Pines son llevados desde su casa en Piedmont (California) al pueblo ficticio de Gravity Falls, en el condado de Roadkill (Oregón), para pasar sus vacaciones de verano con su tío abuelo Stan Pines (también conocido como Tío Stan), quien dirige una trampa para turistas llamada la Cabaña del Misterio. Las cosas no son lo que parecen en este pequeño pueblo y, con la ayuda de un misterioso diario que Dipper encontró en el bosque, los hermanos empiezan a desentrañar los misterios locales cada día. Con Wendy Corduroy —la cajera de la Cabaña del Misterio— y Soos Ramírez —ayudante de Stan y amigo de Dipper y Mabel—, además de un surtido grupo de personajes recurrentes, ambos siempre tienen algo intrigante que investigar. El contenido del diario se esclarece más a medida que la historia avanza, a la vez que se suman varios enemigos. Uno de ellos es el pequeño Gideon, que quiere apoderase de la Cabaña del Misterio y para eso invoca a demonio Bill Cipher (Bill Clave en Hispanoamérica), el cual accede a ayudarlo bajo las condiciones de un pacto. Así, Bill entra a la mente de Stan para obtener las escrituras de la cabaña. Su plan fracasa cuando los hermanos Pines y Soos intervienen, así que Gideon usa dinamita para obtener nuevamente los manuscritos y es declarado el nuevo dueño de la propiedad. Pero Stan logra recuperarla después de descubrí que es un fraude, ya que espiaba a los ciudadanos del pueblo. Entonces Gideon va a prisión y Dipper obtiene su diario. Al final los gemelos le cuentan a Stan sobre los libros y él lo toma prestado, y se va a una guarida secreta detrás de la máquina expendedora donde tiene los otros dos diarios.
En la segunda temporada, Dipper se obsesiona con saber quién es el autor de los diarios. En el episodio «Society of the Blind Eye», Dipper, Mabel, Soos, Wendy y el Viejo McGucket descubren una sociedad secreta en Gravity Falls que borra los recuerdos sobrenaturales de las personas. Después que los detienen, descubren una cinta VHS que muestra el pasado de McGucket. Al principio era un científico experimentado, pero después de usar tantas veces la pistola de borrar la memoria que ya no recordaba nada de su pasado, McGucket informa a los gemelos que él no es el autor. Más adelante, Stan es detenido por los agentes del gobierno por supuesto fraude. Dipper y Mabel averiguan todo sobre su pasado y empiezan a cuestionarse cuánto saben sobre él. Al final descubren su guarida secreta, donde ahí tiene un portal gigante que causa estragos en la ciudad. Mabel estaba a punto de apagar el aparato hasta que llega Stan y le dice que no, a lo que ella accede. Debido a esto se revelar que Stan tiene un hermano gemelo llamado Stanford. Más tarde afirmó que Bill Cipher le había engañado para que construyera el portal junto con McGucket. Pero después que su compañero entrará decide renunciar. Entonces contrata a su hermano Stan, pero accidentalmente deja atrapado a Ford ahí, desde entonces ha tratado de recuperarlo.
Cuando los gemelos están cerca de cumplir trece años, Mabel le preocupa lo que pueda ocurrir después. Luego de pelearse con su hermano, se dirige al bosque, donde se encuentra con Blendin y le dice que le entregue la «Fisura Dimensional», que posteriormente rompe y libera a Bill Cipher y sus aliados. Debido a esto se provoca el «Weirdmageddon» —«Raromagedón» en Hispanoamérica—, donde Dipper después de liberar a Mabel de la «burbuja de tiempo», unen fuerzas con sus amigos y enemigos para detenerlo. Logran entrar a su guarida con forma de pirámide, donde Stanford intentar hacer un ritual para acabar con él, pero este plan fracasa en el momento en que Stan pelea con su hermano. Bill encierra a Stan y Ford con el fin de obtener información de este último para conquistar el mundo. Él accede solo para que Bill se entere de que está en la mente de Stan, y cuando iba salir Stanford le borra la memoria para detenerlo de una vez. Con Bill derrotado, los hermanos Pines regresan a casa y Dipper dice que volverán a Gravity Falls.

### Características
Gravity Falls combina elementos de misterio, comedia y ficción sobrenatural. En cada episodio, los hermanos Pines exploran las incógnitas locales con ayuda de su diario; si se presta atención, se hallarán diversos códigos, criptogramas, jeroglíficos y mensajes al revés. Estos dos últimos dan pistas sobre algunos elementos de la trama. Dipper y Mabel tienen cualidades distintivas: el primero es inteligente, lógico y siente un gran interés por los enigmas del pueblo, aunque en ocasiones puede comportarse como cualquier niño de su edad. Por otro lado, Mabel es impredecible, valiente y trae ligereza a los momentos oscuros del programa con su particular sentido del humor. También hay varios villanos y antagonistas, como Gideon, Pacifica Northwest y Bill Cipher.
La serie se desarrolla en el pueblo ficticio de Gravity Falls, especialmente en la Cabaña del Misterio, donde los protagonistas conocen a personajes secundarios como Wendy Corduroy, Soos, el viejo McGucket y Robbie, entre varios más. A media que avanza la historia, estos se concentran en saber quién es el autor del diario que Dipper posee. En el episodio «Not What He Seems», se revela que el verdadero autor es Stanford Pines, el hermano gemelo de Stan, quien registró sus numerosos descubrimientos y los sucesos que ocurrían a nivel local. Muchos de los elementos y criaturas vistas a lo largo del programa se profundiza mucho más en el libro Journal 3, donde desde la perspectiva de Ford, se explorar en el lore de las mismas.

## Episodios
| Temporada | Temporada | Episodios | Estreno original    | Estreno original      | Ref.          |
| Temporada | Temporada | Episodios | Comienzo            | Final                 | Ref.          |
| --------- | --------- | --------- | ------------------- | --------------------- | ------------- |
|           | Piloto    | Piloto    | 3 de agosto de 2016 | 3 de agosto de 2016   | [ 22 ]        |
|           | 1         | 20        | 15 de junio de 2012 | 2 de agosto de 2013   | [ 30 ]        |
|           | 2         | 20        | 1 de agosto de 2014 | 15 de febrero de 2016 | [ 31 ] [ 32 ] |

## Reparto
El elenco de voces principal del programa incluye a:
- Jason Ritter como Dipper Pines: el hermano gemelo menor de doce años de Mabel Pines. Se le presenta como inteligente, lógico y siente un gran interés por los enigmas del pueblo, aunque en ocasiones puede comportarse como cualquier niño de su edad.[24][25]
- Kristen Schaal como Mabel Pines: la hermana gemela mayor de doce años de Dipper Pines. Es impredecible, valiente y trae ligereza a los momentos oscuros del programa con su particular sentido del humor.[24][25]
- Alex Hirsch como Stanley Pines (también conocido como «Grunkle Stan»): el avaricioso, gruñón pero cariñoso tío abuelo de Dipper y Mabel Pines. Es retratado predominantemente como un individuo intrigante y frugal. Su principal fuente de ingresos es la Cabaña del Misterio, una atracción turística que gestiona, emplear a menudo tácticas humorísticas y astutas para aumentar su rentabilidad.[33][25]
- Alex Hirsch como Soos Ramirez: el ayudante de veintidós años en la Cabaña del Misterio. Es un hombre-niño corpulento y aventurero, quien es amigo de Dipper y Mabel Pines.[34][25]
- Linda Cardellini como Wendy Corduroy: una empleada a tiempo parcial de quince años en la Cabaña del Misterio, de quien Dipper está enamorado. Es la típica adolescente sociable y despreocupada, tiene muchos amigos de su edad.[25]
- J. K. Simmons como Stanford Pines: el hermano gemelo de Stan de seis dedos, perdido hace mucho tiempo y autor de los diarios.[35][25]
- Alex Hirsch como Bill Cipher: un demonio interdimensional que puede ser convocado y liberado en la mente de una persona. Se parece a un triángulo amarillo de un solo ojo, superficialmente similar al ojo de la providencia que lleva un sombrero de copa y una pajarita. Actúa como el principal antagonista.[36][25]

## Producción

### Concepto

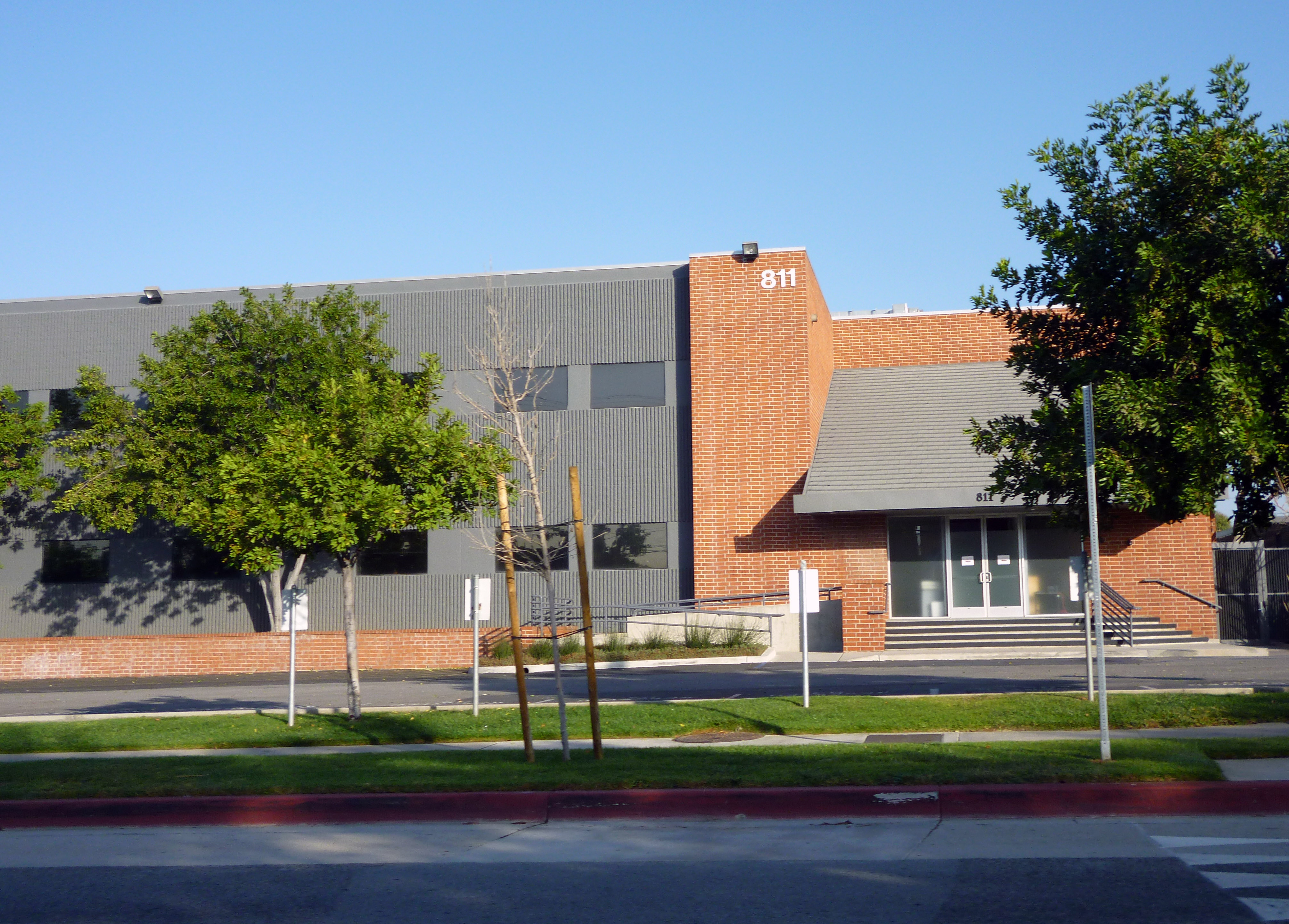
Las principales oficinas de producción de Gravity Falls se encuentran en Disney Television Animation en Glendale (California).

Antes de trabajar en la serie, Alex Hirsch se inspiró en el popular programa Los Simpson, de la cual aprendió que la animación no tiene que ser solo para niños, sino que puede tomar un carácter «satírico y observacional basado en un sentido de interacción entre los personajes». Se graduó en el Instituto de las Artes de California y fue contratado para laborar como escritor y dibujante de guiones gráficos en la serie Las maravillosas desventuras de Flapjack de Cartoon Network, donde coincidió con Pendleton Ward, el creador de Adventure Time. Posteriormente, pasó a colaborar en el desarrollo de Pecezuelos de Disney Channel, y poco antes presentó Gravity Falls, que recibió luz verde. Durante Pecezuelos, conoció a Mike Moon y Eric Coleman, que más tarde produciría el programa junto con él.
Dijo que estaba en el Instituto de las Artes de California cuando rechazó a Jeffrey Katzenberg, ejecutivo de DreamWorks Animation, por su deseo de trabajar para Disney. Exploró el concepto por primera vez en un corto estudiantil de bajo presupuesto, de once minutos de duración, que hizo en el instituto. Hirsch fue invitado a presentar un proyecto a Disney Channel basado en dicho corto. La cadena adquirió la idea y se estrenó el 15 de junio de 2012.
La serie se inspira en las experiencias de la infancia de Hirsch y su relación con su hermana gemela durante sus vacaciones de verano, como las atracciones de carretera, entre ellas el Mystery Spot y el Oregon Vortex, y una señal de tráfico de un pueblo llamado Boring. Incluyó muchas de sus andanzas reales, como vivir en Piedmont y salir a pedir caramelos con su hermana cuando eran niños. Dipper se basa en los recuerdos del creador sobre lo que sentía de pequeño. En el momento en que tenía más o menos la edad del personaje, «se grababa a sí mismo y lo reproducía al revés para intentar aprender a hablar al revés». Se describe a sí mismo como «ese chico neurótico que llevaba dieciséis cámaras desechables a todas partes». Mabel Pines está inspirada en su hermana gemela, Ariel Hirsch. Según el autor, al igual que Mabel, su hermana «realmente llevaba jerséis estrafalarios y tenía un enamoramiento ridículo diferente, cada semana». En la serie, consigue un cerdo de mascota, como siempre había querido su gemela cuando era niña. Stanley Pines se basa en su abuelo, Stan, que según «era un tipo que contaba cuentos chinos y a menudo se metía con nosotros para sacarnos de quicio. Así que mi familia inspiró realmente a los personajes del programa».

### Guion

El creador Alex Hirsch en la Comic-Con de San Diego de 2013.

Hirsch explicó en una entrevista con The A.V. Club que durante la producción de la primera temporada, un episodio típico se concebía en una sala reservada a los guionistas, donde se presentaba una simple sinopsis y, a partir de ahí, se definía la estructura dramática y se modificaba la trama para incluir una subtrama centrada en los personajes, algo que expresó como «lo más difícil... encontrar una historia que realmente descubra, explore o ejerza tensión sobre algo que les importe a nuestros protagonistas y que se explore adecuadamente a través de la magia o el monstruo o la imposibilidad de la semana». El autor quería que estos durarán veintidós minutos en vez de once, declaró que deseaba un argumento más largo y conflictos profundos, además de «algo que tenga más carne» con un arco narrativo real.
Se creaban historias B y A y se entregaban a un escritor para que elaborara un esquema, que posteriormente Hirsch revisaba y comentaba. El guionista elaboraba un borrador a partir de estas ediciones, en el que posiblemente se daban más notas. Declaró que el director creativo Mike Rianda y él pueden haber creado personalmente un borrador para sí mismos antes de que se realizará el libreto final, en el que el diálogo recibido se revisaba significativamente; expresó que el proceso de revisión «no es un descrédito para nuestros escritores, es sólo que tenemos una visión muy particular. En concreto, yo suelo reescribir casi todos las conversaciones de Dipper y la mayoría de los de Mabel, simplemente porque los tengo en la cabeza. Mike y yo nos quedamos despiertos unas veinticuatro horas antes de la entrega de cada uno. Nos tomaremos el fin de semana, trabajaremos toda la noche, beberemos Red Bull, dormiremos en el sofá por turnos como maníacos, nos daremos bofetadas».
En una entrevista concedida a Oh My Disney, Hirsch afirmó que ya tenía planeado el principio, el nudo y el desenlace del relato cuando la presentó por primera vez. En un principio pensó que tendría «dos o tres temporadas». Sin embargo, nunca antes había creado una serie de televisión y, después de experimentar lo «increíblemente agotador» que era, en un principio quería terminarla después de la primera y, en última instancia, con un cliffhanger. Después de que se estrenara y se convirtiera en un gran éxito comercial, empezó a replantearse su decisión. Dos personas le convencieron para volver y hacer una segunda: Jon Stewart, el antiguo presentador de The Daily Show (y eventual estrella invitada de Gravity Falls), que le dijo a Hirsch que a sus hijos les encantaba el programa, y Patrick McHale, creador de Más allá del jardín. McHale la había estado viendo y le confesó: «Mira, después de ese cliffhanger, tienes que finalizarla». Decidió que le quedaban unos diez episodios más, así que fue a la cadena, que le dijo: «Sólo cogemos temporadas de veinte en veinte». Así que comentó «Vale, una más, ...Antes de empezar la [segunda] temporada, decía en mi contrato, previo de poner la pluma en el papel, que ésta es mi última». El estudio accedió, con la condición de que no se lo dijera a nadie. Como resultado, Jason Ritter, que da voz a Dipper, no supo que iba a acabar hasta que leyó el guion, y afirmó que «cuando lo leí pensé, esto parece, no sólo el final de la temporada. Parece el de una serie». Más tarde, Hirsch confirmó en Tumblr que esta era «100% [su] elección» y que «el programa no se cancela, sino que se termina» y llegaba a su conclusión prevista. Declaró posteriormente que sigue abierto a continuarla con capítulos adicionales o especiales.

### Animación
Una vez entregado el libreto, el episodio se plasmaba en un guion gráfico, en el que Hirsch comunicaba a los artistas si algún elemento, como un gag, no funcionaba. A continuación, se lo presentaba a la cadena, que lo leía y lo revisaba, o bien se retocaba en el poco tiempo de que dispone un estudio de animación para recibir algo con lo que trabajar. Según Hirsch, quería que la serie fuera «artesanal y realista», y que «cada árbol de esta ciudad tuviera una historia detrás». En un principio dudaba si usar Flash, pero dijo «no soy contrario a Flash. Pero para el tipo de animación que queríamos hacer, el dibujo a mano era el camino a seguir». La serie ha sido animada por Rough Draft Korea, Digital eMation y Yearim Productions. Cuando una secuencia se consideraba demasiado importante para los estudios externos, era animada internamente por la artista de storyboards y supervisora Dana Terrace.

## Emisión

### Emisión inicial
Los primeros doce episodios de Gravity Falls se emitieron en un espacio semanal regular en Disney Channel a partir de mediados de 2012, pero los posteriores se transmitieron sin una regularidad similar; hubo que esperar hasta agosto de 2013 para emitir los ocho restantes de la primera temporada. La segunda comenzó su difusión un año después, en agosto de 2014, con la transición a Disney XD, pero de nuevo sin ninguna uniformidad en cuanto a cuándo se lanzaría por primera vez los nuevos capítulos. Los primeros nueve se emitieron de agosto a noviembre de 2014, los dos siguientes en febrero y marzo de 2015, los ocho posteriores de julio a noviembre de 2015, y el final se estrenó el 15 de febrero de 2016. Según la cadena, como cada uno llevaba unos seis meses de trabajo, optaron por no acumularlos para transmitirlos semanalmente, sino aprovechar la naturaleza de serie del programa, para emitir cada episodio a medida que se completaba y convirtiéndolo en un evento.

### Ediciones de contenido
El símbolo del fez de Stan pasó de tener forma de media luna, similar al creciente islámico, a tener forma de pez a mitad de la emisión de la primera temporada. Este representa su pertenencia a la Real Orden de la Santa Caballa. Cuando la serie se estrenó en Disney+, el emblema en forma de media luna se eliminó por completo, para dejar un fez sin signo en los primeros episodios —los posteriores en los que aparecía no se vieron afectados—. Sin embargo, permanece en las miniaturas y en la rueda del zodiaco de la secuencia de títulos. Hirsch llamó la atención sobre el cambio en Twitter. Disney no comentó por qué se ha quitado. Algún tiempo después, se restauró.
En 2017, Disney Channel volvió a doblar el papel secundario de Louis C.K. como «The Horrifying Sweaty One-Armed Monstrosity» en el capítulo de 2015 «Weirdmageddon Part 1», así como su continuación de 2016 y el final, «Weirdmageddon 3: Take Back the Falls», tras la admisión de mala conducta sexual por parte del cómico. El creador es ahora la voz del personaje. En 2022, Hirsch reveló en Twitter muchas escenas que Disney censuró del programa y, algunas que no llegaron al producto final.

## Mercancías

### Medios domésticos
| DVD                                | DVD                   | DVD    | DVD       | DVD    |
| Título                             | Fecha de lanzamiento  | Discos | Episodios | Ref.   |
| ---------------------------------- | --------------------- | ------ | --------- | ------ |
| Gravity Falls: Six Strange Tales   | 15 de octubre de 2013 | 1      | 1–6       | [ 62 ] |
| Gravity Falls: Even Stranger       | 26 de agosto de 2014  | 1      | 7–14      | [ 63 ] |
| Gravity Falls: The Complete Series | 24 de julio de 2018   | 7      | Todos     | [ 64 ] |

Gravity Falls tuvo tres lanzamientos en DVD y Blu-ray. El primero se titula Gravity Falls: Six Strange Tales, publicado el 15 de octubre de 2013. Contiene seis episodios, relación de aspecto de pantalla panorámica 1.78:1, definición de audio Dolby Digital 2.0 y está disponible en los idiomas: inglés, francés, y español. El segundo llamado Gravity Falls: Even Stranger, estrenado el 26 de agosto de 2014, introduce ocho capítulos pero no incluye características especiales. El 27 de marzo de 2018, Shout! Factory anunció que lanzaría la serie completa en una caja el 24 de julio de 2018, en DVD y Blu-ray. Está disponible en una «Edición Coleccionista», que incluye un disco exclusivo de extras. Sólo se ha editado en Estados Unidos y Canadá.

### Libros
| Título | Autor(es)                     | Editor         | Fecha de lanzamiento     | ISBN                | Notas | Ref.          |
| --- | ----------------------------- | -------------- | ------------------------ | ------------------- | --- | ------------- |
| Gravity Falls: Happy Summerween!/The Convenience Store . . . of Horrors!                                          | Samantha Brooke               | Disney Press   | 22 de julio de 2014      | ISBN 978-1484710784 | | [ 65 ]        |
| Gravity Falls: Pining Away                                                                                        | Disney Book Group             | Disney Press   | 22 de julio de 2014      | ISBN 978-1484711392 | | [ 66 ]        |
| Gravity Falls: Once Upon a Swine                                                                                  | Disney Book Group             | Disney Press   | 7 de octubre de 2014     | ISBN 978-1484711408 | | [ 67 ]        |
| Gravity Falls: Dipper and Mabel's Guide to Mystery and Nonstop Fun!                                               | Rob Renzetti y Shane Houghton | Disney Press   | 7 de octubre de 2014     | ISBN 978-1484710807 | | [ 68 ]        |
| Gravity Falls Cinestory Comic Vol. 1                                                                              | Disney                        | Joe Books Inc. | 8 de diciembre de 2015   | ISBN 978-1926516998 | | [ 69 ]        |
| Gravity Falls: Journal 3                                                                                          | Alex Hirsch y Rob Renzetti    | Disney Press   | 26 de julio de 2016      | ISBN 978-1484746691 | El número uno en ventas del New York Times El 13 de junio de 2017 se lanzó una edición especial limitada a 10 000 copias. | [ 73 ]        |
| Gravity Falls: Dipper and Mabel and the Curse of the Time Pirates' Treasure!: A "Select Your Own Choose-Venture!" | Jeffrey Rowe                  | Disney Press   | 26 de julio de 2016      | ISBN 978-1484746684 | | [ 74 ]        |
| Gravity Falls Cinestory Comic Vol. 2                                                                              | Disney                        | Joe Books Inc. | 20 de septiembre de 2016 | ISBN 978-1988032917 | | [ 75 ]        |
| Gravity Falls Cinestory Comic Vol. 3                                                                              | Disney                        | Joe Books Inc. | 13 de diciembre de 2016  | ISBN 978-1988032924 | | [ 76 ]        |
| Gravity Falls Don't Color This Book!: It's Cursed!                                                                | Emmy Cicierega                | Disney Press   | 18 de julio de 2017      | ISBN 978-1368008990 | | [ 77 ]        |
| Gravity Falls Shorts: Just West of Weird                                                                          | Disney                        | Joe Books LTD  | 26 de septiembre de 2017 | ISBN 978-1772755190 | | [ 78 ]        |
| Gravity Falls Weirdmageddon Cinestory Comic                                                                       | Disney                        | Joe Books LTD  | 1 de enero de 2018       | ISBN 978-1773911274 | | [ 79 ]        |
| Gravity Falls Mad Libs                                                                                            | Laura Macchiarola             | Mad Libs       | 21 de febrero de 2018    | ISBN 978-1524787134 | | [ 80 ]        |
| Gravity Falls Cinestory Comic Vol. 4                                                                              | Disney                        | Joe Books Inc. | 10 de abril de 2018      | ISBN 978-1772756722 | | [ 81 ]        |
| Gravity Falls: Lost Legends                                                                                       | Alex Hirsch                   | Disney Press   | 24 de julio de 2018      | ISBN 978-1368021425 | El más vendido del New York Times Se ha lanzado una edición exclusiva para Barnes & Noble con dieciséis páginas adicionales. | [ 84 ]        |
| The Book of Bill                                                                                                  | Alex Hirsch                   | Disney Press   | 23 de julio de 2024      | ISBN 1368092209     | El primer libro de Gravity Falls dirigido a un público adulto. También salió a la venta una edición exclusiva para Barnes & Noble con dieciséis páginas adicionales. Es un superventas de Amazon y el número uno del New York Times. | [ 89 ] [ 90 ] |

### Videojuego
Se creó un videojuego, titulado Gravity Falls: Legend of the Gnome Gemulets. Salió a la venta en exclusiva para Nintendo 3DS el 20 de octubre de 2015. Fue desarrollado y publicado por Ubisoft y producido por Disney Interactive Studios. El juego es de plataformas y utiliza los mismos gráficos que la serie. En general tuvo una acogida negativa. Nintendo Life le dedicó una crítica desfavorable. Se alabo los efectos visuales y los diálogos de los personajes, pero se reprochó la corta duración y su mecánica repetitiva. IGN compartió la misma opinión y describió los combates como «tan anónimos como brutalmente aburridos». Finalmente dijo que es «un videojuego que no sólo casi nunca es realmente divertido de jugar, sino que además carece grotescamente de contenido: más allá de coleccionar porque sí y sin que nada lo estimule, hay objetivamente muy poco que hacer en Gravity Falls». Sin embargo, Vandal le dio una reseña positiva, al decir que es «encantador que captura la esencia del programa de televisión, ofrecer una experiencia divertida y accesible para los jóvenes jugadores y los fanáticos de Gravity Falls».

## Recepción

### Recepción de la crítica

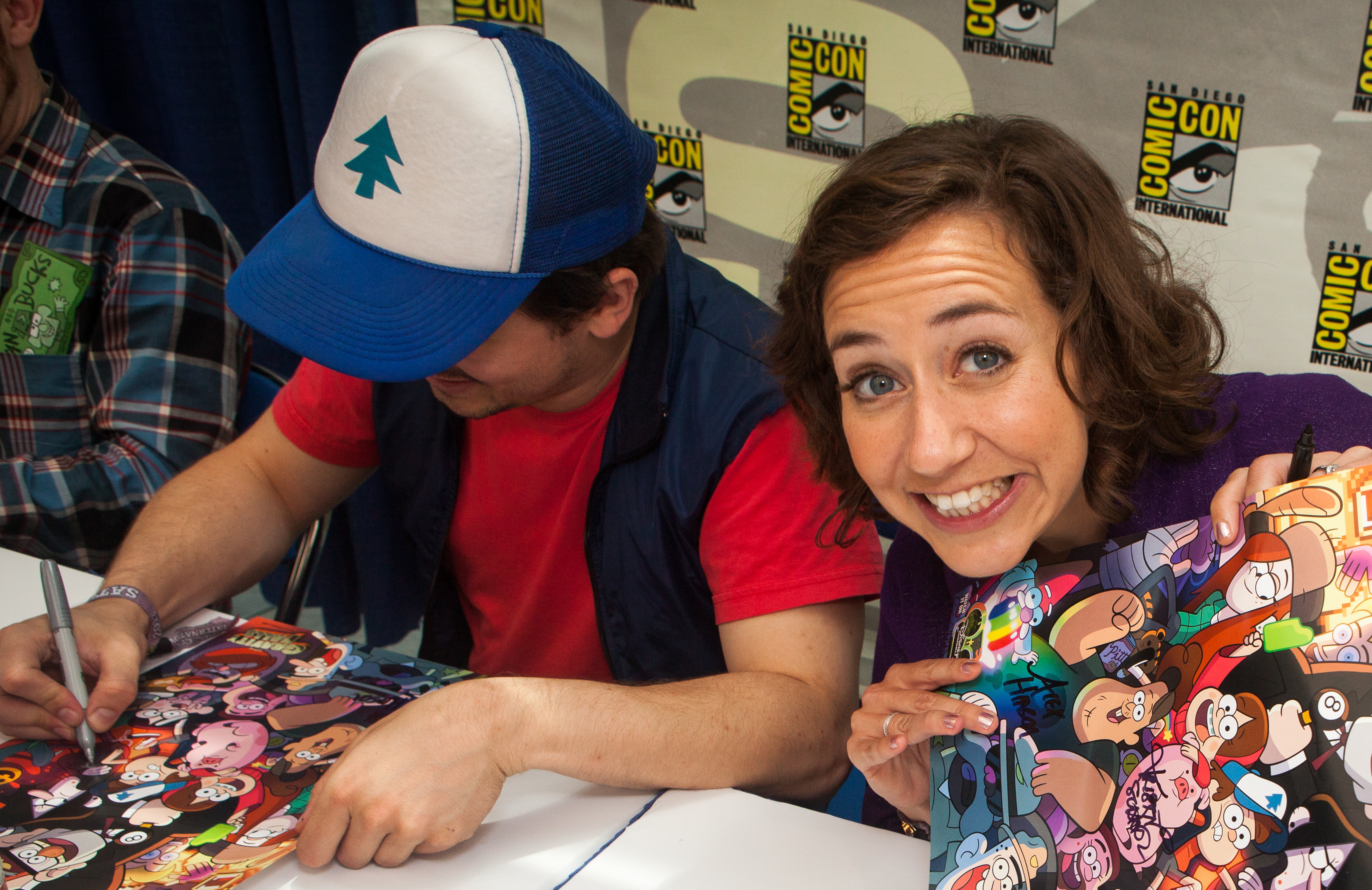
Jason Ritter y Kristen Schaal firmando autógrafos en el panel de Gravity Falls dentro de la Convención Internacional de Cómics de San Diego de 2013.

Las dos temporadas de Gravity Falls tienen un índice de aprobación del 100 % en Rotten Tomatoes. La primera tiene una puntuación media de 7,40 sobre diez basada en doce reseñas. La segunda tiene una calificación media de 8,80 sobre diez basada en ocho opiniones. El consenso crítico del sitio web para la primera dice «el humor cálido y las brillantes interpretaciones de Gravity Falls elevan este dibujo animado infantil a una serie para todas las edades», mientras para la segunda dice «sigue mezcla la narración a la antigua usanza con un sentido del humor moderno para crear una experiencia de visionado singularmente agradable».
Brian Lowry de Variety declaró «el programa tiene un aire desenfadado que gustará a los niños y despertará la nostalgia de sus padres». Robert Lloyd de Los Angeles Times se refirió como «...suavemente retorcido, con algo de acción Disneyficada y conmovedora». En su crítica, David Hinckley del New York Daily News lo califica de «extravagante y entrañable», y elogia el personaje de Mabel Pines. Matt Blum, que escribe para Wired, lo compara favorablemente con Regular Show de Cartoon Network, y Phineas y Ferb de Disney Channel, y llama a la serie de «inteligente, extraña y algo conmovedora». Erik Kain de Forbes consideró Gravity Falls de «lo mejor de la televisión en este momento», y afirmó que «no importa la edad que tengas, si no la ves te estás perdiendo uno de los programas más inteligentes y divertidos que puedes encontrar». Kayla Cobb de Decider la calificó de «una de las series estructuralmente más inteligentes jamás creadas». Matt Fowler de IGN dijo que era «peculiar y suavemente retorcida que conmueve el corazón para todas las edades. Inteligente, satírica y dulce. Es una joya única».
Michelle Jaworski, que redactar para The Daily Dot, la describió como «[una] clásica historia de verano entretejida en un programa inteligente y adictiva que aborda lo paranormal, lo sobrenatural y los dolores de crecer». Michael Schneider de IndieWire comentó que «es una serie para infantes tan llena de mitología, chistes de la cultura pop, huevos de Pascua y misterio que los adultos a menudo estaban más implicados». Joey Keogh de Den of Geek escribió «es espeluznante para adultos a los que nunca se les pasó Halloween». Donna Dickens de Uproxx dijo «no sólo trata de los inexplicables sucesos sobrenaturales de la ciudad, sino que todo el conjunto es un gran rompecabezas de secretos que los fanáticos esperan descubrir y resolver». Myles McNutt de The A.V. Club declaró «con una mitología compleja y un profundo léxico de referencias culturales, hay sofisticación en la épica narración que atrajo inmediatamente la atención de un público más amplio». Liz Baessler, que escribe para Film School Rejects, dice que «es una serie infantil excepcional: brillante, divertidísima y cuidadosamente elaborada». Kevin Tash de Collider, lo llamó «una de las mejores cosas que Disney ha producido en general».
Laura Fernández de El Mundo alabó a Mabel por su personalidad, y destacó su rol como personaje femenino. Marina Such de Espinof reseñó el final, dijo que había terminado por todo lo alto, admiró la trama, su villano, y que el humor «hace que sea muy disfrutable», aseguró finalmente que «es un clásico contemporáneo de la animación». Ángel Luis Sucasas de El País lo comparó con Lost y, además, expresó que es «una caricatura con la misma ambición que las que pueblan esta edad dorada en la pequeña pantalla hollywoodiense». Vonne Lara de Hipertextual la calificó como el mejor programa animado, alabó elementos como sus protagonistas, la fantasía y la ciudad en sí, al afirmar que «es toda una rareza y genialidad de la TV actual». Juan Arcones de Fotogramas elogió su tono maduro y concluyó que «está repleta de guiños a películas de terror y de misterio, y su mitología no para de crecer a cada capítulo, llevándonos a un final dividido en cuatro episodios apoteósicos, con dosis de terror y surrealismo pocas veces visto en un dibujos animado para niños».
Brian Tallerico de RogerEbert.com dijo «Gravity Falls merece estar en la conversación con Bob's Burgers, Rick y Morty y BoJack Horseman cuando se habla de los mejores animaciones de los años 2010. Es una hermosa mezcla del relato a la antigua usanza con un sentido del humor moderno que nunca da la sensación de hablar con desprecio a los infantes. Es una hermosa mezcla de narración a la antigua usanza con un sentido del humor moderno que nunca da la sensación de estar hablando con desprecio a los críos. Funciona para todas las edades. Suena cursi, pero la mejor ficción no les machaca con un mensaje, sino que lo incorpora a los personajes y a la historia. Es uno delirantemente extraño y fascinante, con fuentes de humor y corazón que siempre encuentran la manera de sorprender. También ayuda que el trabajo de voz sea uniformemente fantástico». Joel Pesantez de Collider ha declarado que «ejemplifica la capacidad de Disney para atraer a todas las edades con misterios cautivadores y un reparto diverso y reconocible. Mezcla ingeniosamente comedia y terror para mantener enganchados a los espectadores, para empujar los límites sin cruzarlos».
En 2015, Uproxx lo clasificó como el tercer dibujo animado infantil actual que los adultos necesitan ver.  En 2018, IndieWire lo situó en el número doce de su lista de las cincuenta mejores series de todos los tiempos. En 2019, Yardbarker lo colocó en el número veintiuno de su listado de los veinticinco mejores programas sin precedentes. También en 2019, IGN lo ubicó en el número diecinueve de su catálogo titulado las veinticinco mejores series de televisión de dibujos animados para adultos y The A.V. Club lo puso en el número 42 de su lista de los cien mejores programas de la década de 2010.

### Audiencia
El preestreno especial tras la película original de Disney Channel Let It Shine ha sido vista por 3,4 millones de espectadores. La serie obtuvo un alto índice de audiencia en su quinto episodio, emitido el 13 de julio de 2012, que atrajo a 3,6 millones de televidentes. El 15 de marzo de 2013, «The Deep End» fue visto por 4,5 millones tras el estreno de The Wizards Return: Alex vs. Alex de Wizards of Waverly Place, convirtiéndose en el capítulo de mayor recepción.
Más tarde, en Disney XD, el episodio «A Tale of Two Stans» se convirtió en la trasmisión de mayor audiencia de la historia del canal, con 1,91 millones. Además del total de telespectadores, también estableció un récord en niños de 2 a 11 años (1,036 millones), de 2 a 11 años (686 000), de 6 a 11 años (574 000), de 6 a 14 años (1,279 millones) de 6 a 14 años (856 000). En 2015, era una de las siete animaciones regulares más emitidas por la cadena entre infantes de 6 a 11 años. Durante la semana del 12 al 18 de julio de 2015, ha sido el programa de mayor recepción en su franja horaria de las 20:30 horas para niños de 2 a 11 años, de 6 a 11 años y de 6 a 14 años. En esa misma, también estuvo en el número uno en espectadores totales, según las estimaciones de Nielsen ratings.
Gravity Falls se situó como en el número uno de Disney XD de 2015 en todos los grupos demográficos objetivo con una media de 1,8 millones de televidentes por capítulo. Además, se ubicó como la tercera serie animada de televisión por cable de 2015 en chicos de 9 a 14 años. En niños de 6 a 11 años, tuvo una media de 654 000 espectadores y de 790 000 de 2 a 11 años. Entre los infantes de 6 a 14 años obtuvo 680 000 visitas. Se trata de una recepción fuerte en los principales grupos colectivos de Disney XD, pero también deja claro que los adolescentes de más edad y los adultos jóvenes constituyen más de la mitad del público del programa, según Variety.
En febrero de 2016, fue la emisión de serie regular número uno de la historia entre niños de 6 a 11 años (1,0 millones/4,4 puntos de audiencia), de 6 a 11 años (642 000/5,3 puntos), de 2 a 11 años (1,3 millones/3,4 puntos) y de 2 a 11 años (797 000/4,0 puntos). El final «Weirdmageddon 3: Take Back The Falls» batió el récord de audiencia de «A Tale of Two Stans», convirtiéndose en la transmisión más vista del canal, con 2,47 millones de televidentes en Estados Unidos. Igualmente estableció nuevos máximos históricos en niños de 6 a 14 años (1,5 millones/4,1 de audiencia) y de 6 a 14 años (909 000/5,0 de audiencia). El maratón de todo el día que precedió al estreno generó 10,7 millones únicos totales, de los cuales 5,4 millones eran infantes de 2 a 14 años. La mercadotecnia de The Book of Bill en enero de 2024 reveló que Gravity Falls es una de las cincuenta series con más horas vistas en Disney+ de todos los tiempos y que más de la mitad de los espectadores eran familias con niños mayores de trece años.

### Influencia, legado e impacto en la industria

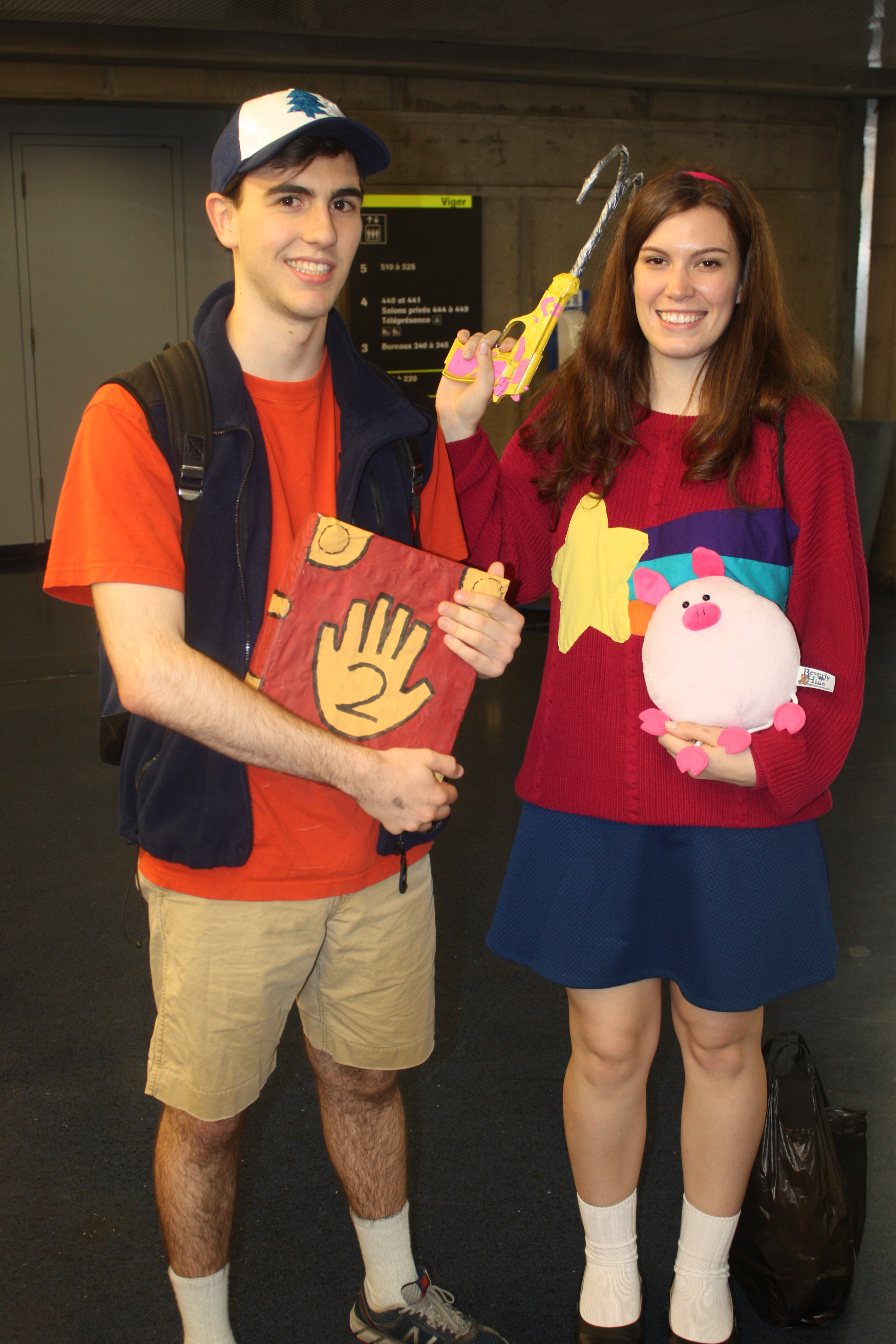
Fanáticos disfrazados de Dipper y Mabel en la Comiccon de Montreal en 2015

Gravity Falls ha sido una influencia para muchos programas de animación que le siguieron, como Steven Universe, Star vs. the Forces of Evil, The Owl House, Amphibia, y Rick y Morty, este último cuenta con numerosos cruces de huevos de Pascua. Otros ejemplos de la repercusión son la representación del colectivo LGBT y los arcos argumentales de larga duración, en contraposición a las historias aisladas de un solo episodio. La serie también mantiene un público fiel y apasionado, incluso años después de su final. El creador escondía en cada capítulo diversos códigos, criptogramas, mensajes al revés y otras pistas secretas para que los fanáticos las encontraran, lo que a menudo contribuía a los misterios y el lore. Algunos lo han comparado con programas de misterio más orientadas a los adultos, como Lost, Twin Peaks, y The X-Files. Mientras estuvo en antena, fue la de mayor audiencia de Disney XD, con una media de 1,8 millones de espectadores por episodio.
En el verano de 2016, Alex Hirsch, organizó una búsqueda del tesoro internacional conocida como «Cipher Hunt», cuyo objetivo era encontrar la estatua de Bill Cipher en la vida real que se vislumbró brevemente en el final. Se desarrolló del 20 de julio al 3 de agosto de 2016, y consistía en recuperar y descifrar acertijos y códigos ocultos en diversos lugares del mundo. Una de las pistas era un rompecabezas de 2 000 piezas que tardó varios días en completarse y en el que casi siempre había alguien laboraron. El 3 de agosto de 2016, fue encontrada en un bosque de Reedsport (Oregón). Los primeros en llegar a la estatua recibieron diversos premios, Hirsch dejó claro que la caza en sí era el verdadero tesoro. El 3 de agosto, las autoridades la retiraron debido a una disputa sobre la propiedad y estuvo retenida temporalmente en el departamento de policía de Reedsport mientras Hirsch organizaba su traslado a otro lugar. El 5 de agosto, la estatua acabó temporalmente en el Parque del Bicentenario de Reedsport, antes de ser transferida definitivamente a Confusion Hill, en Piercy (California), unas semanas más tarde.
Para celebrar el lanzamiento de Journal 3 y el final, Oh My Disney y Cyclops Print Works se asociaron con Gallery Nucleus en Alhambra (California), para celebrar una exposición de arte oficial, titulada Farewell to the Falls: A Gravity Falls Art Show, del 6 al 21 de agosto de 2016. El creador junto con otros miembros del personal de producción e ilustradores profesionales, contribuyeron con obras de arte nuevas y originales. Algunos admiradores acamparon durante la noche para ver la exposición y ciertas pieza maestra se vendieron por más de 1 000 dólares. El 8 de agosto de 2020, Disney Channel emitió un episodio inspirado en Gravity Falls del programa Amphibia, titulado «Wax Museum». Sirvió como homenaje y contó con Alex Hirsch en un papel de voz.
El 11 de septiembre de 2020, se estrenó un corto en el canal de YouTube de Disney Channel llamado «Gravity Falls x Line Rider». Está basado en el juego de Internet Line Rider. Es el primero de una nueva colección de cortos para Disney. La empresa se asoció con los artistas del título Mark Robbins, Ben Harvey y David Lu. El 25 de septiembre de 2020, debutó un corto en el mismo canal llamado «Call Me Maybe Parody». En esté, Mabel canta «Call Me Mabel», una parodia de «Call Me Maybe» de Carly Rae Jepsen. Se lanzó como parte de una sucesión llamado «Broken Karaoke» en la que varios personajes interpretan imitaciones de canciones pop. El 3 de octubre de 2021, la serie de televisión Los Simpson emitió el capítulo «Bart's in Jail!», que contó con un breve cameo de Bill Cipher como una de las muchas encarnaciones de Loki, al que puso voz Alex Hirsch en un papel de invitado.
Varios antiguos artistas de guiones gráficos y miembros del equipo de producción que trabajaron en Gravity Falls han pasado a hacer sus propias series y películas, entre ellos Matt Braly (antiguo director y artista de storyboard que pasó a crear Amphibia), Dana Terrace (una exartista de guiones gráficos que pasó a dirigir la primera temporada de Patoaventuras y a idear The Owl House), Chris Houghton (exdibujante que concibió Big City Greens, con su hermano Shane Houghton), Mike Rianda (antiguo director creativo y guionista de la película The Mitchells vs. the Machines), Shion Takeuchi (exescritora que pasó a producir Inside Job). y Jeff Rowe (un guionista del programa que luego coescribió y codirigió The Mitchells vs. the Machines y escribió y dirigió Teenage Mutant Ninja Turtles: Mutant Mayhem).

### Premios y nominaciones
| Año  | Premio                                                                 | Categoría                                                                                               | Nominados | Resultado | Ref.            |
| ---- | ---------------------------------------------------------------------- | --- | --- | --------- | --------------- |
| 2012 | 2.ª edición anual de los premios Behind the Voice Actor Awards         | Mejor interpretación vocal femenina principal en una serie de televisión - Comedia/Musical              | Kristen Schaal como «Mabel Pines»                                                                                   | Ganador   | [ 157 ]         |
| 2012 | 2.ª edición anual de los premios Behind the Voice Actor Awards         | Mejor interpretación vocal femenina principal en una serie de televisión - Comedia/Musical              | Linda Cardellini como «Wendy»                                                                                       | Nominado  | [ 157 ]         |
| 2012 | 2.ª edición anual de los premios Behind the Voice Actor Awards         | Mejor interpretación vocal femenina en una serie de televisión en un papel secundario - Comedia/Musical | Jennifer Coolidge como «Lazy Susan»                                                                                 | Nominado  | [ 157 ]         |
| 2013 | Teen Choice Awards 2013                                                | Choice TV: programa animado                                                                             | Gravity Falls | Nominado  | [ 158 ]         |
| 2013 | 40.ª edición de los premios Annie                                      | Logro destacado, diseño de producción en una producción animada de televisión/transmisión               | Ian Worrel por «Tourist Trapped»                                                                                    | Nominado  | [ 159 ] [ 160 ] |
| 2013 | 40.ª edición de los premios Annie                                      | Logro destacado, actuación de voz en una producción animada de televisión/transmisión                   | Kristen Schaal como «Mabel Pines» en «Tourist Trapped»                                                              | Ganador   | [ 159 ] [ 160 ] |
| 2013 | Premios Promax 2013                                                    | Presentación de promoción/mercadeo – Impresión o especialidad – Oro                                     | Anuncio publicitario para afiliados de Gravity Falls de Disney Channel                                              | Ganador   | [ 161 ]         |
| 2013 | 3.ª edición anual de los premios Behind the Voice Actor Awards         | Mejor interpretación vocal femenina principal en una serie de televisión - Comedia/Musical              | Kristen Schaal como «Mabel Pines»                                                                                   | Ganador   | [ 162 ]         |
| 2013 | 3.ª edición anual de los premios Behind the Voice Actor Awards         | Mejor interpretación vocal femenina en una serie de televisión en un papel secundario - Comedia/Musical | Linda Cardellini como «Wendy»                                                                                       | Nominado  | [ 162 ]         |
| 2013 | Kids' Choice Awards Argentina 2013                                     | Mejor serie animada                                                                                     | Gravity Falls | Nominado  | [ 163 ]         |
| 2014 | Kids' Choice Awards 2014                                               | Compañero animal animado favorito                                                                       | Waddles | Nominado  | [ 164 ]         |
| 2014 | 66.ª edición de los premios Emmy de artes creativas en horario estelar | Logro individual destacado en animación                                                                 | Ian Worrel por «Dreamscaperers»                                                                                     | Ganador   | [ 165 ]         |
| 2014 | 40.ª edición de los premios Annie                                      | Mejor producción animada de televisión/retransmisión para público infantil                              | Gravity Falls | Nominado  | [ 166 ] [ 167 ] |
| 2014 | 40.ª edición de los premios Annie                                      | Logro destacado en dirección de una producción animada para televisión/transmisión                      | John Aoshima | Nominado  | [ 166 ] [ 167 ] |
| 2014 | 40.ª edición de los premios Annie                                      | Logro destacado, guion gráfico en una producción animada de televisión/transmisión                      | Alonso Ramos Ramírez                                                                                                | Nominado  | [ 166 ] [ 167 ] |
| 2014 | 61.ª edición de los premios Golden Reel                                | Mejor edición de sonido: efectos de sonido, foley, diálogos y animación ADR en televisión               | Heather Olsen, Robbi Smith, Aran Tanchum y John Lampinen por «Gideon Rises»                                         | Nominado  | [ 168 ]         |
| 2014 | Teen Choice Awards 2014                                                | Choice TV: programa animado                                                                             | Gravity Falls | Nominado  | [ 169 ]         |
| 2014 | 4.ª edición anual de los premios Behind the Voice Actor Awards         | Mejor interpretación vocal principal masculina en una serie de televisión - Comedia/Musical             | Alex Hirsch como «Grunkle Stan»                                                                                     | Nominado  | [ 170 ]         |
| 2014 | 4.ª edición anual de los premios Behind the Voice Actor Awards         | Mejor interpretación vocal femenina en una serie de televisión en un papel secundario - Comedia/Musical | Jessica DiCicco como «Tambry»                                                                                       | Nominado  | [ 170 ]         |
| 2014 | 4.ª edición anual de los premios Behind the Voice Actor Awards         | Mejor interpretación vocal masculina en una serie de televisión en un papel invitado - Comedia/Musical  | Peter Serafinowicz como «Blind Ivan»                                                                                | Nominado  | [ 170 ]         |
| 2014 | 4.ª edición anual de los premios Behind the Voice Actor Awards         | Mejor interpretación vocal femenina en una serie de televisión en un papel invitado - Comedia/Musical   | Jessica DiCicco como «Giffany»                                                                                      | Nominado  | [ 170 ]         |
| 2014 | 4.ª edición anual de los premios Behind the Voice Actor Awards         | Mejor conjunto vocal en una serie de televisión - Comedia/Musical                                       | Gravity Falls | Nominado  | [ 170 ]         |
| 2015 | 42.ª edición de los premios Annie                                      | Mejor producción animada de televisión/retransmisión para público infantil                              | Gravity Falls | Ganador   | [ 171 ]         |
| 2015 | 42.ª edición de los premios Annie                                      | Logro destacado en dirección de una producción animada para televisión/transmisión                      | Rob Renzetti | Nominado  | [ 171 ]         |
| 2015 | 42.ª edición de los premios Annie                                      | Logro destacado, guion gráfico en una producción animada de televisión/transmisión                      | Luke Weber, Alonso Ramírez Ramos, Neil Graf y Steve Heneveld                                                        | Nominado  | [ 171 ]         |
| 2015 | 5.ª edición de los premios de la crítica televisiva                    | Mejor serie animada                                                                                     | Gravity Falls | Nominado  | [ 172 ]         |
| 2015 | 67.ª edición de los premios Emmy de artes creativas en horario estelar | Logro individual destacado en animación                                                                 | Alonso Ramírez Ramos por «Not What He Seems»                                                                        | Ganador   | [ 173 ]         |
| 2015 | Premios BAFTA para Niños                                               | Mejor Serie Internacional                                                                               | Equipo de producción de Gravity Falls                                                                               | Ganador   | [ 174 ] [ 175 ] |
| 2015 | 62.ª edición de los premios Golden Reel                                | Mejor edición de sonido: efectos de sonido, foley, diálogos y animación ADR en televisión               | Heather Olsen, Robbi Smith, Aran Tanchum y John Lampinen por «Into the Bunker»                                      | Nominado  | [ 176 ]         |
| 2015 | Teen Choice Awards 2015                                                | Choice TV: programa animado                                                                             | Gravity Falls | Nominado  | [ 177 ]         |
| 2015 | 5.ª edición anual de los premios Behind the Voice Actor Awards         | Mejor interpretación vocal masculina en una serie de televisión en un papel secundario                  | J. K. Simmons como «Ford Pines»                                                                                     | Ganador   | [ 178 ]         |
| 2015 | 5.ª edición anual de los premios Behind the Voice Actor Awards         | Mejor interpretación vocal femenina en una serie de televisión en un papel secundario                   | Niki Yang como «Candy Chiu»                                                                                         | Nominado  | [ 178 ]         |
| 2015 | 5.ª edición anual de los premios Behind the Voice Actor Awards         | Mejor conjunto vocal en una serie de televisión                                                         | Gravity Falls | Nominado  | [ 178 ]         |
| 2015 | Kids' Choice Awards Colombia 2015                                      | Serie animada favorita                                                                                  | Gravity Falls | Ganador   | [ 179 ]         |
| 2016 | 43.ª edición de los premios Annie                                      | Mejor producción animada de televisión/retransmisión para público infantil                              | «Not What He Seems»                                                                                                 | Nominado  | [ 180 ]         |
| 2016 | 43.ª edición de los premios Annie                                      | Logro destacado en dirección de una producción animada para televisión/transmisión                      | Matt Braly por «Northwest Mansion Mystery»                                                                          | Ganador   | [ 180 ]         |
| 2016 | 43.ª edición de los premios Annie                                      | Logro destacado, diseño de producción en una producción animada para televisión/transmisión             | Ian Worrel y Jeffrey Thompson por «Xpcveaoqfoxso (Weirdmageddon)»                                                   | Nominado  | [ 180 ]         |
| 2016 | 43.ª edición de los premios Annie                                      | Logro destacado, escritura en una producción animada para televisión o transmisión                      | Alex Hirsch, Shion Takeuchi, Josh Weinstein, Jeff Rowe y Matt Chapman por «Not What He Seems»                       | Nominado  | [ 180 ]         |
| 2016 | Kids' Choice Awards 2016                                               | Dibujos animados favoritos                                                                              | Gravity Falls | Nominado  | [ 181 ]         |
| 2016 | 75.ª edición anual de los premios Peabody                              | Excelencia en programación infantil y juvenil                                                           | Gravity Falls | Nominado  | [ 182 ] [ 183 ] |
| 2016 | Teen Choice Awards 2016                                                | Programa de televisión elegido: animado                                                                 | Gravity Falls | Nominado  | [ 184 ]         |
| 2016 | Kids' Choice Awards México 2016                                        | Dibujos animados favoritos                                                                              | Gravity Falls | Nominado  | [ 185 ]         |
| 2016 | Kids' Choice Awards Argentina 2016                                     | Dibujos animados favoritos                                                                              | Gravity Falls | Ganador   | [ 186 ]         |
| 2016 | Kids' Choice Awards Brasil 2016                                        | Animación internacional favorita                                                                        | Gravity Falls | Nominado  | [ 187 ]         |
| 2016 | Kids' Choice Awards Colombia 2016                                      | Dibujos animados favoritos                                                                              | Gravity Falls | Nominado  | [ 188 ]         |
| 2016 | 63.ª edición de los premios Golden Reel                                | Mejor edición de sonido: efectos de sonido, foley, diálogos y animación ADR en televisión               | Heather Olsen por Gravity Falls                                                                                     | Nominado  | [ 189 ]         |
| 2017 | 44.ª edición de los premios Annie                                      | Logro destacado, escritura en una producción animada para televisión o transmisión                      | Shion Takeuchi, Mark Rizzo, Jeff Rowe, Josh Weinstein y Alex Hirsch por «Weirdmageddon Part 3: Take Back the Falls» | Nominado  | [ 190 ]         |
| 2017 | 44.ª edición de los premios Annie                                      | Logro destacado, editorial en una producción animada para televisión/transmisión                        | Kevin Locarro, Andrew Sorcini, Nancy Frazen y Tony Mizgalski por «Weirdmageddon Part 3: Take Back the Falls»        | Nominado  | [ 190 ]         |
| 2017 | Teen Choice Awards 2017                                                | Choice TV: programa animado                                                                             | Gravity Falls | Nominado  | [ 191 ]         |
| 2017 | 64.ª edición de los premios Golden Reel                                | Mejor edición de sonido: efectos de sonido, foley, diálogos y ADR en animación televisiva               | Heather Olsen, Robbi Smith, Aran Tanchum y John Lampinen por «Weirdmageddon Part 3: Take Back the Falls»            | Nominado  | [ 192 ]         |
| 2018 | Kids' Choice Awards México 2018                                        | Serie animada favorita                                                                                  | Gravity Falls | Nominado  | [ 193 ]         |
| 2018 | Kids' Choice Awards Brasil 2018                                        | Caricatura favorita                                                                                     | Gravity Falls | Nominado  | [ 194 ]         |
| 2018 | Kids' Choice Awards Argentina 2018                                     | Serie animada favorita                                                                                  | Gravity Falls | Nominado  | [ 195 ]         |
| 2024 | 66.ª edición de los Premios Grammy                                     | Mejor diseño de embalaje                                                                                | iam8bit, director de arte (Brad Breeck) de Gravity Falls                                                            | Nominado  | [ 196 ] [ 197 ] |

## Futuro
El 14 de julio de 2017, Hirsch reveló que él y Disney habían hablado de hacer una película de Gravity Falls. Al final, descartó el proyecto, ya que el estudio consideró que la serie «no era lo suficientemente grande como para justificar [una cinta]»; Hirsch declaró que seguía interesado en la idea. En febrero de 2018, en el segundo aniversario del final, el creador utilizó una clave para anunciar Gravity Falls: Lost Legends, una continuación de la historia en una nueva novela gráfica que se publicó posteriormente el 24 de julio de 2018. En una entrevista con Inverse en marzo de 2021, expresó su interés en continuar la trama en forma de videojuego que «profundice mucho, mucho en el lore e incluya nuevo canon que ha estado en la periferia del programa». En junio de 2024, la vicepresidenta de Disney Television, Meredith Roberts, reveló que estaban manteniendo conversaciones con Hirsch sobre la serie, y añadió «nunca digas nunca».